# 骊靬县
骊靬县，中国古县名。
西汉置，治所在今甘肃省永昌县南。属武威郡。西域骊靬人内迁居此得名。十六国前凉张祚遣将伐骊靬戎于南山，大败而还，即此。